# Hestina formosana
Hestina formosana är en fjärilsart som beskrevs av Moore 1896. Hestina formosana ingår i släktet Hestina och familjen praktfjärilar. Inga underarter finns listade i Catalogue of Life.